# Aachener Straße 77 (Mönchengladbach)

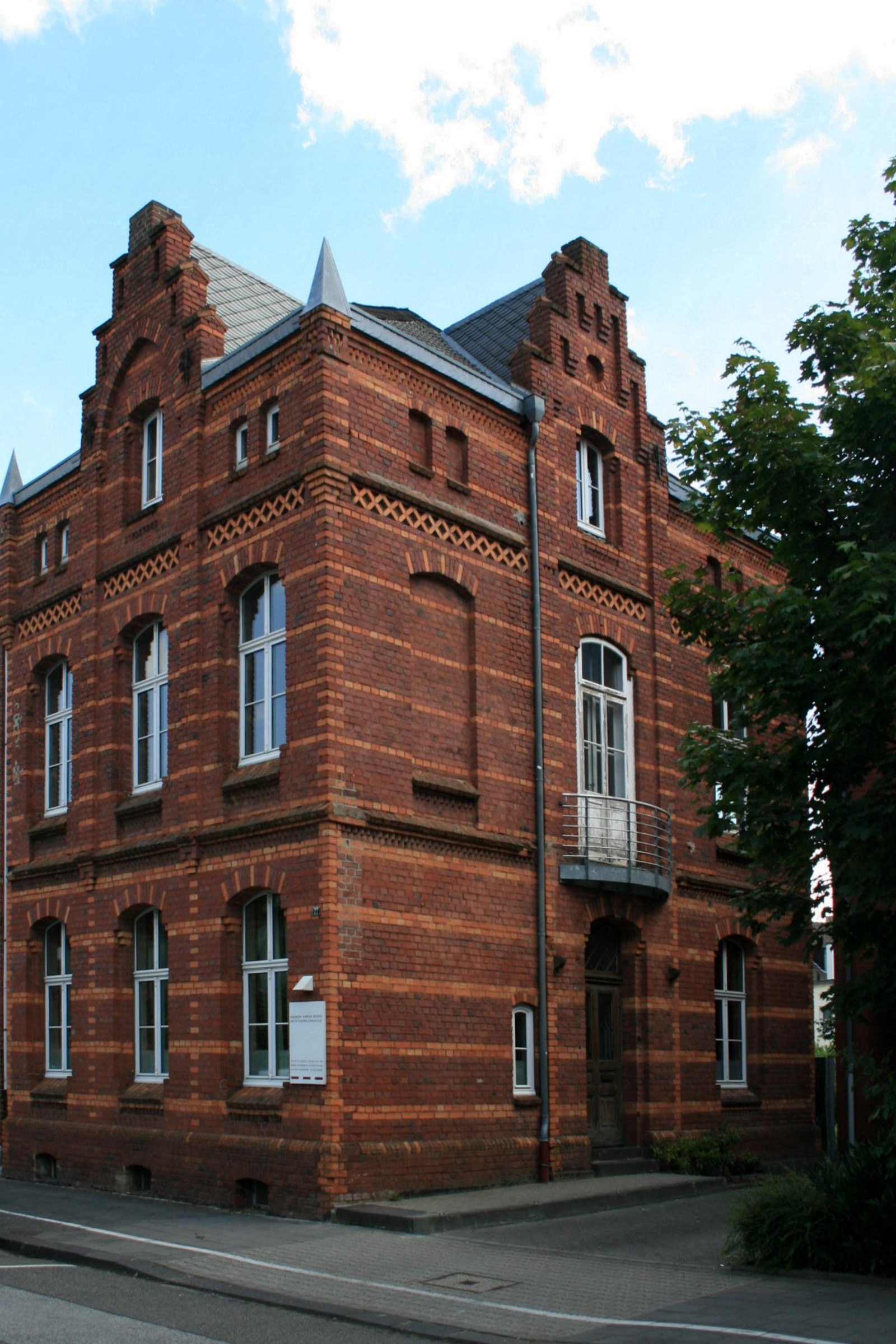
Wohnhaus (2010)

Das Wohnhaus Aachener Straße 77 steht in Mönchengladbach (Nordrhein-Westfalen) im Stadtteil Gladbach. Es wurde 1887 erbaut. Das Haus ist unter Nr. A 033 am 7. August 1990 in die Denkmalliste der Stadt Mönchengladbach eingetragen worden.

## Lage
Das Gebäude liegt auf der östlichen Seite der Aachener Straße zwischen Heinrichstraße und Baldericher Straße.

## Architektur
Es handelt sich um ein leicht rechteckiges, zweieinhalbgeschossiges Wohnhaus mit Walmdach und Zwerchgiebeln. Das Gebäude ist backsteinsichtig mit eingeschlossenen gelben Backsteinstreifen. Als eines der ältesten Gebäude der Aachener Straße bildet das Haus ein wertvolles Dokument der ehemaligen Bebauung dieses Straßenabschnittes.